# 吉成勇太郎
吉成 勇太郎（よしなり ゆうたろう）は、幕末の志士、水戸藩士、剣客。先祖は佐竹氏家臣糸井氏。諱は最初信敬、後に信順と改める。別名に橘正雄。字は伯祐。

## 生涯
水戸藩士・吉成又右衛門の長男として誕生。天保13年（1842年）4月26日、御床机廻を命ぜられる。天保14年（1843年）4月、徳川斉昭が12代将軍・徳川家慶の日光東照宮社参に加わった際に扈従する。道中の同月12日、栃木宿の豪商釜屋伊兵衛方に宿泊した。
弘化2年（1846年）、謹慎処分を受けた斉昭雪冤のために江戸に出て歎願し、罪を問われて収監されていた父又右衛門が隠居を命じられた後に家督を継ぎ、格別に十人扶持を与えられ、小普請組となる。また同じく江戸に出て、阿部正弘等に訴え出、収監されていた弟恒次郎の身柄も預かった。弘化3年（1846年）1月14日、三人扶持を召し上げられ、遠慮小普請組となったが、嘉永2年（1849年）11月29日に遠慮を免ぜられた。嘉永5年（1852年）12月28日には切符（米二十石五人扶持）を与えられ馬廻組になり、安政2年（1855年）12月28日、本禄200石を受け大番組、安政4年（1857年）12月24日に同組頭になる。
神道無念流剣術に習熟し、藤田小四郎は門人だった。江戸に出て斎藤弥九郎の練兵館に学び、長州藩士桂小五郎と知り合う。
文久元年（1861年）3月、玉造文武館に集まった水戸浪士大津彦五郎らが自訴し、その一部が水戸の北方宝幢院（現東茨城郡城里町）に移動した時、その内情を察し、城下まで押し寄せてくる可能性があるので、鎮撫方に周旋願いたいと川瀬教文に書簡を送って知らせた。玉造勢とは関わりが強く、芹沢鴨、新見錦の前名とする説もある下村嗣次、新家粂太郎等が捕まった後に処分を受けた際も、「口書引張人」を任せられている。
文久2年（1862年）12月4日、桂の添書を持った伊藤博文、堀真五郎と水戸にて面会し、時事などを談じた。同月12日に勇太郎は江戸に到着し、長州藩邸に向かい再会しようとしたが、まだ二人は帰っていなかった。文久3年（1863年）1月27日、斉昭の墓参の命を受けた桂が近所に宿泊したので会おうとしたが、勇太郎は持病で歩くことが侭ならず、桂に書簡を送って、是非面会したい意を告げた。翌28日、桂が江戸へ出発すると、府中駅（現石岡市府中）まで追い、同行するが水戸で容易ならぬ事態が起こり、藤代（現取手市藤代）から引き返す。その際門人の桑屋本次郎、前木鈷次郎、佐久間勇次郎らを桂に附属させ、2月1日付けで書簡を送り、長州藩邸に匿って貰うように依頼した。同月6日、弟恒次郎を含む、徳川慶篤の上洛の際扈従に選ばれなかった水戸藩士二十九名他を引き連れ、稲吉（現かすみがうら市稲吉）を発し、江戸の伝通院前池田屋利右衛門（中島歌子養家、水戸藩士の定宿）方に宿泊する。後に一部の者は長州藩邸に移動した。2月下旬頃、桂等と共に上洛し、3月9日には到着。最初河原町の長州藩邸に泊まり、岡山藩、鳥取藩などから援助を受けて、二条木屋町樋之口下ルに寓居を構える。
同月22日、笠間藩儒学者加藤桜老と月崇寺（不明）にて対面、斉昭の手沢「昭明百姓々々昭明協和萬邦」の大字大幅一幅と「養浩然之気」一幅を渡し、14代将軍・徳川家茂が江戸に帰るという情報（後に延期）を告げる。同年4月7日、加藤の仲介で阿蘇神社大宮司阿蘇惟治に紹介される。
御所内に浪士を集める演武場を開くため、三条実美に上書を提出するなどして周旋活動を始めた。同年5月には新家粂太郎、今泉与一太郎と三条中島町万屋に借用書を残す。同年6月1日、加藤の四男鳳吉へ三条家の警衛に加勢するように要請した。同月21日加藤に書を送り、武田耕雲斎の西上と安藤信正が再任されるかも知れないという風説を伝える。同年7月18日、中山忠光に面会。当時下向していた忠光の兄正親町公董の攘夷監察使に関口泰次郎ら五名を警衛として送る話をした。勇太郎は既に同監察使（同年6月16日に出京）には壬生浪士から引き取った新家粂太郎、門人の前木鈷次郎を供奉させていた。前木、関口らは後に生野の変に関与する。また、岡山藩主・池田茂政宛と推定される建白書では、彦根藩家老・岡本半介が鳥取藩主・池田慶徳に面談した事に言及し、彦根藩士を説得して藩論を攘夷に誘導しようと画策した。同時期の三条、池田慶徳間の書簡には、「吉成之書面」を武家伝奏を経由して遣り取りしていた事が記されている。
八月十八日の政変以後、加藤桜老が長州に引き払う際、京都長州藩邸で論議を行った。9月10日頃に、兜惣助、芹沢又衛門らと共に会津藩公用方の取り調べを受けた。その際、京都詰の水戸藩家来から国元か江戸、京都水戸藩邸に帰るように求められるが拒否し、勤王活動に従事している以上、どのような事があっても木屋町を離れないといい、その時水戸で勤めていた弟恒次郎の給料が断たれても構わないと述べた。
その後、西本願寺が一万両の献金を朝廷に行った話を聞き付け、同寺に資金提供を得て境内に演武場を設ける計画に変更し、その際の費用180両の借用を行った。残金130両を催促する寺臣島田陸奥守、同右兵衛大尉宛の同年12月4日付書簡の中で、天誅事件に言及し、剣客を援助しなければ寺側が危機に陥るかもしれない事を心配しながら、「長州藩ばかりが天誅を行った訳ではない、現に長州が京都を退去した後でも、世間には知られていないが壬生浪士内部で殺害されたものは五人十人どころではなく、これはとにかく長州の仕業ではない」と近藤勇らから流されたという、芹沢鴨長州暗殺説や長州間者説の存在を否定するようにも見える発言を行っている。
同年10月初め、寺臣細野蔵人が水戸藩留守居役の梅沢孫太郎の他出中に、代理の下役奥井民蔵に問い合わせたところによると、境内に道場を建設する際に、水戸藩へ隠居願を提出したという。家督は幼かった長男の慎之允に譲られたものと思われる。また勇太郎は、道場の師範を水戸藩から募りたいと言って来ていると細野は記している。梅沢は書簡で関東表に問い合わせると返答したが、その後のやりとりは分からない。演武場は「報国稽古場」と呼ばれ、九条家、園部藩、高槻藩、福知山藩、綾部藩等から有志を募っていた。
元治元年（1864年）以降の行動は不明点も多い。同年1月27日に寺臣林藤馬宛に書簡を送り、追加で95両の催促を行った形跡が残る。3月4日、中山忠能は林某と逸見某という人物が吉成邸に潜伏している噂は事実かと、正親町公董に確認した。翌5日正親町は返信して、そのような話は知らない、間違いだと思うが、吉成に書を送って確かめたところ、まだ答えがないとしている。同月8日付の中山宛書簡で正親町は、吉成に秘かに尋ねたところ、そのような名前は知らない、「本願寺之逸見」（逸見将監か）ならよく知っているが、そのような事情は知らないと言ったという。
同6月1日には西本願寺（西六条）の道場が開かれた。
肥前小城出身の浪士祗園太郎（古賀利渉）に桜田門外の変参加者佐野竹之助の形見として命也数（メリヤス）の小手を送っている。
水戸藩の酒泉彦太郎は同年7月11日佐久間象山暗殺を目撃したのは吉成邸の前であるとしている。西郷隆盛はその前月の6月1日付の大久保利通宛書簡に「追て水人吉成方へ佐久間修理（象山）も近日引き付候由ニ御座候」と書いており、何らかの関わりがあったものと考えられる。
慶応元年（1865年）頃には水戸藩尊攘派の本拠地である本圀寺に帰参したとみられ、同年8月10日「他所出向へ関係致候」風聞もあるとして「他所出御指留」と謹慎処分を受けたが、12月4日には早くも免ぜられている。謹慎中に三条実美の密旨を受けて京都に潜伏していた久留米藩士河原忠蔵を匿い、10月23日のその死の際に別れの杯を交わした。
同年頃に水戸藩内では諸生党から死亡者扱いを受け、2月27日に「到病死に付家名断絶家内之者由緒中へお預ケ慎」と断絶処分を下されている。
明治2年（1869年）、京都で姻戚の青山延于「皇朝史略」（正・続）、海援隊の長岡謙吉の序を付して藤田東湖「弘道館記述義」を出版する。同年6月30日、加藤桜老が本圀寺の吉成方で長岡と顔を合わせている。
水戸に帰郷後の明治18年（1885年）、没。常磐共有墓地に葬られる。父、弟とは異なり、贈位の記録は確認できない。

## 系譜
- 父：吉成又右衛門信貞（1797-1850）
- 母：軽部六郎左衛門政行の娘
- 室：須恵子 - 関口氏
- 子女
  - 長男：吉成慎之允 - 判事

弟は吉成恒次郎一徳。関口泰次郎、山口正定は甥にあたる。評論家山川菊栄は姪の娘。